# Старостин, Марк Юрьевич
Марк Юрьевич Старостин (род. 23 декабря 1990, Целиноград, Казахская ССР) — казахстанский лыжник, серебряный призёр зимней Универсиады 2013 года, мастер спорта Республики Казахстан международного класса.

## Карьера
На юниорском чемпионате мира 2008 года в итальянском городке Маллес-Веноста стал бронзовым призёром в эстафете 4 х 5 км.
На молодёжном чемпионате мира 2013 года в чешском городе Либерец стал бронзовым призёром на дистанции 30 км.
На зимней Универсиаде 2013 года в итальянском городке Тренто стал серебряным призёром в скиатлоне 2 х 7,5 км.
Окончил Евразийский национальный университет имени Л. Н. Гумилёва.